# Gobierno de Lenín Moreno
El Gobierno de Lenín Moreno y su movimiento Alianza PAIS fue el régimen político que gobernó la República del Ecuador desde el 24 de mayo de 2017 hasta el 24 de mayo de 2021, en un inicio fue la continuación del proyecto político denominado «Revolución Ciudadana» iniciado por el gobierno de Rafael Correa desde el año 2007, el cual tuvo como objetivos la implementación del autodenominado socialismo del siglo XXI. 
Desde temprano Moreno en su Gobierno comenzó a tomar distancia de su predecesor Correa, criticando fuertemente su manejo político, económico y denunciando múltiples casos de corrupción de la administración. Posteriormente el Gobierno impulsó su gestión con el objetivo de integrar a todos los sectores del país, su lema fue «El Gobierno de Todos», buscando implementar la participación de varios partidos políticos, sector de la economía y producción, implementando políticas de desarrollo social y apoyo a los grupos más vulnerables.

## Antecedentes

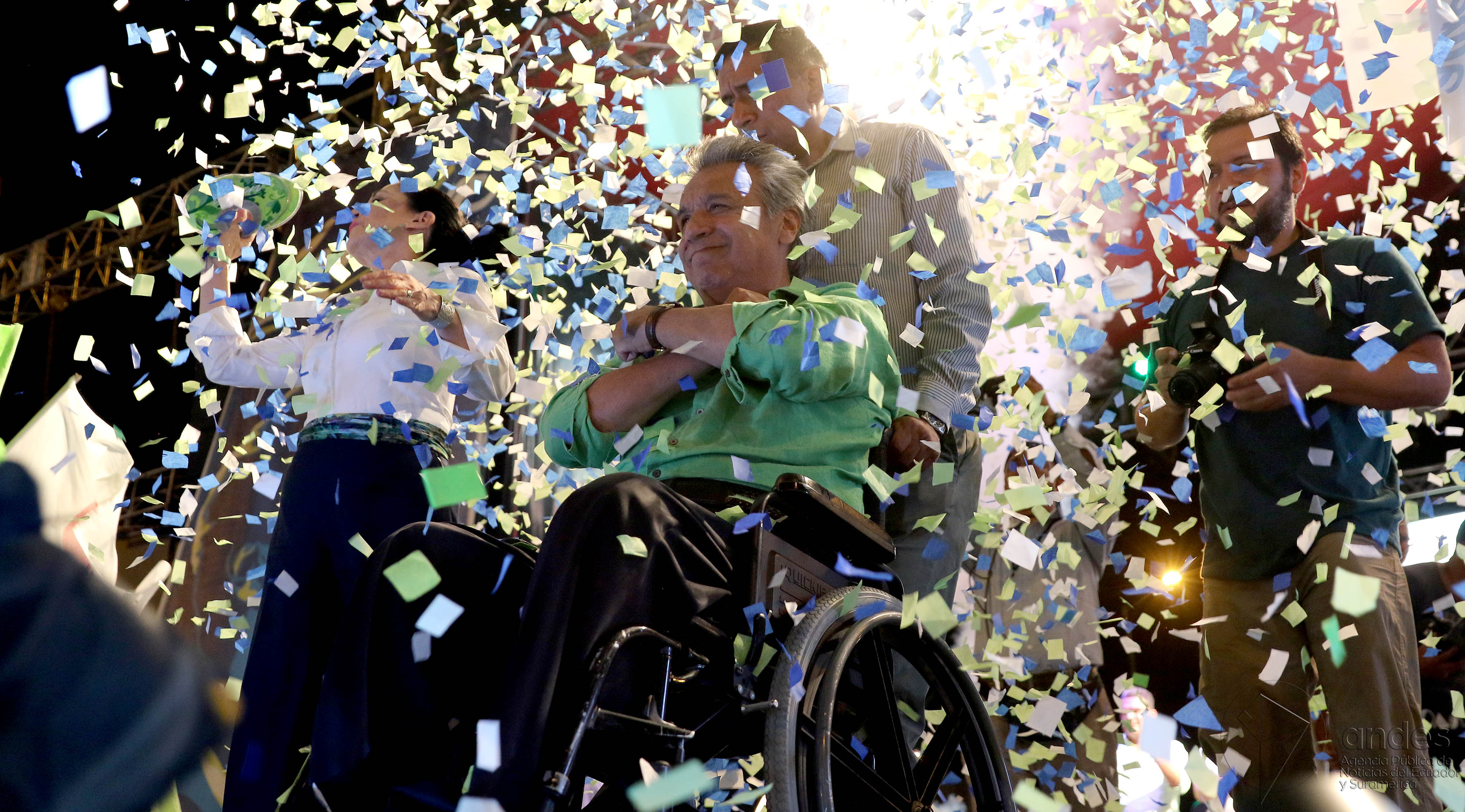
Lenín Moreno durante el cierre de su campaña presidencial, el 16 de febrero de 2017.

Lenín Moreno fue elegido como vicepresidente del Ecuador en las elecciones presidenciales de Ecuador de 2006 junto a Rafael Correa, iniciando la etapa política ecuatoriana conocida como «correísmo", siendo reelecto en las elecciones presidenciales de Ecuador de 2009, ejerciendo la segunda magistratura hasta el 2013, convirtiéndose en el primer vicepresidente en ser reelecto en la historia. Durante su periodo como Segundo Mandatario su gestión se enfocó en el desarrollo e implementación de políticas para la inclusión social y económica de las personas con discapacidad y del tratamiento de enfermedades inusuales y catastróficas. Al terminar su mandato fue designado como Enviado Especial del Secretario General de las Naciones Unidas sobre Discapacidad y Accesibilidad, viviendo en Ginebra, Suiza hasta el 2016.

### Candidatura presidencial de Lenín Moreno
Moreno fue seleccionado como candidato presidencial en las elecciones presidenciales de Ecuador de 2017 por el movimiento oficialista Alianza PAIS, presentando como oferta de campaña un amplio programa de asistencia social y participación. Ganó la contienda en balotaje con el 51.16 % de los votos contra Guillermo Lasso, candidato de la alianza entre el Movimiento CREO y el Movimiento SUMA. Su elección causó controversia, ya que al conocerse los resultados oficiales se convocaron manifestaciones y protestas a nivel nacional por parte de simpatizantes de Lasso, denunciando un supuesto fraude y reconteo de los votos.

### Período de transición

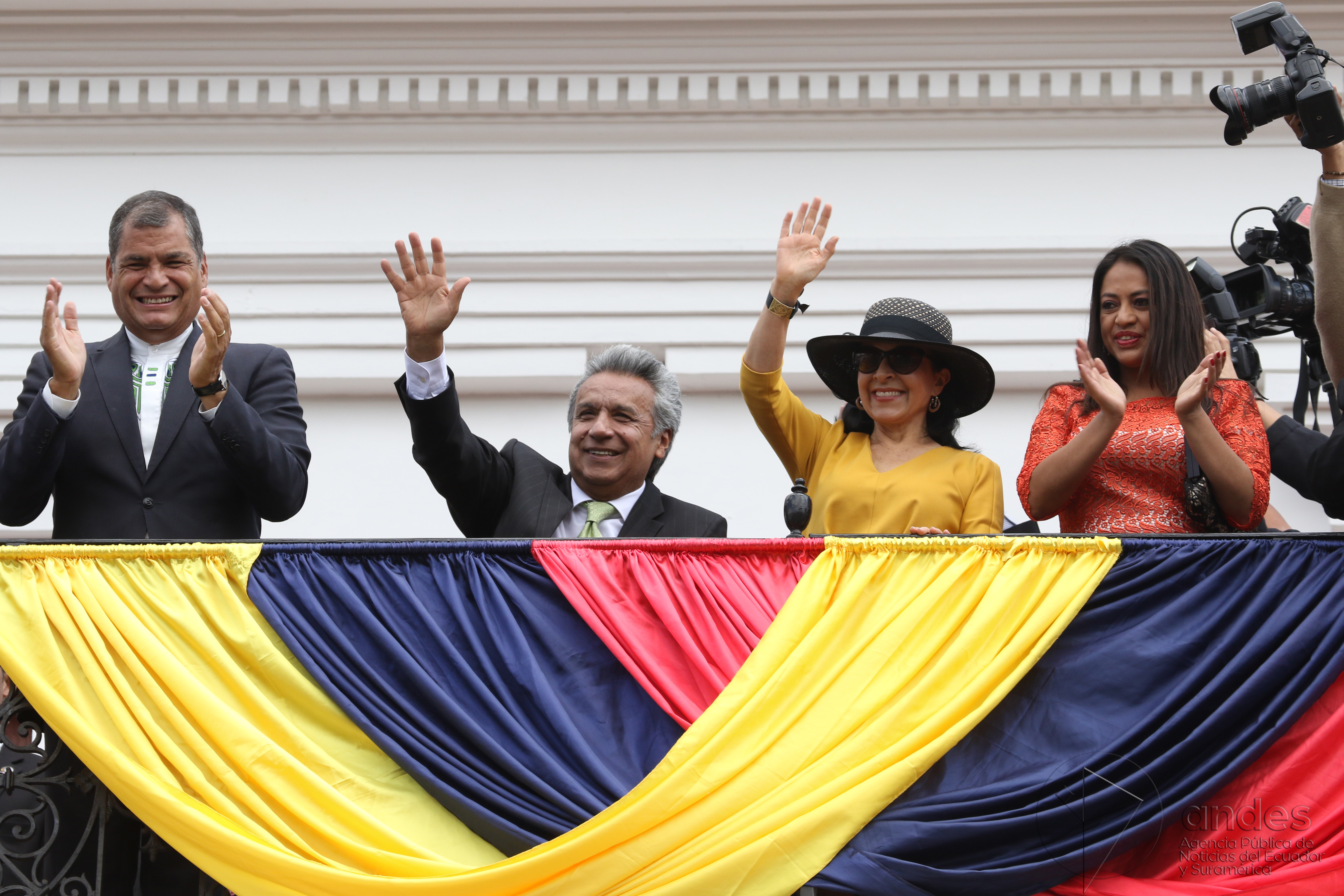
Moreno como Presidente Electo junto a su predecesor, Rafael Correa y su esposa, Rocío González.

Lenín Moreno como Presidente electo inició una serie de conversaciones y reuniones públicas para presentar su proyecto de Gobierno, amplió el diálogo con los sectores sociales, económicos y políticos, mantuvo reuniones con empresarios, asegurando que va a mantener la dolarización y abriendo la posibilidad de modificar leyes económicas y tributarias para impulsar el desarrollo del país.
El 18 de abril, luego del recuento de más de 3000 actas electorales, se confirmó el triunfo de Moreno, siendo proclamado oficialmente por el Consejo Nacional Electoral como presidente electo. El Presidente electo informó a los medios de comunicación que su gestión se destacaría por la conciliación del pueblo dando más apertura al diálogo y reforzando la participación. A finales de abril, Lenín Moreno comenzó formalmente el proceso de transición al recibir 3 libros de traspaso del poder.

## Período presidencial

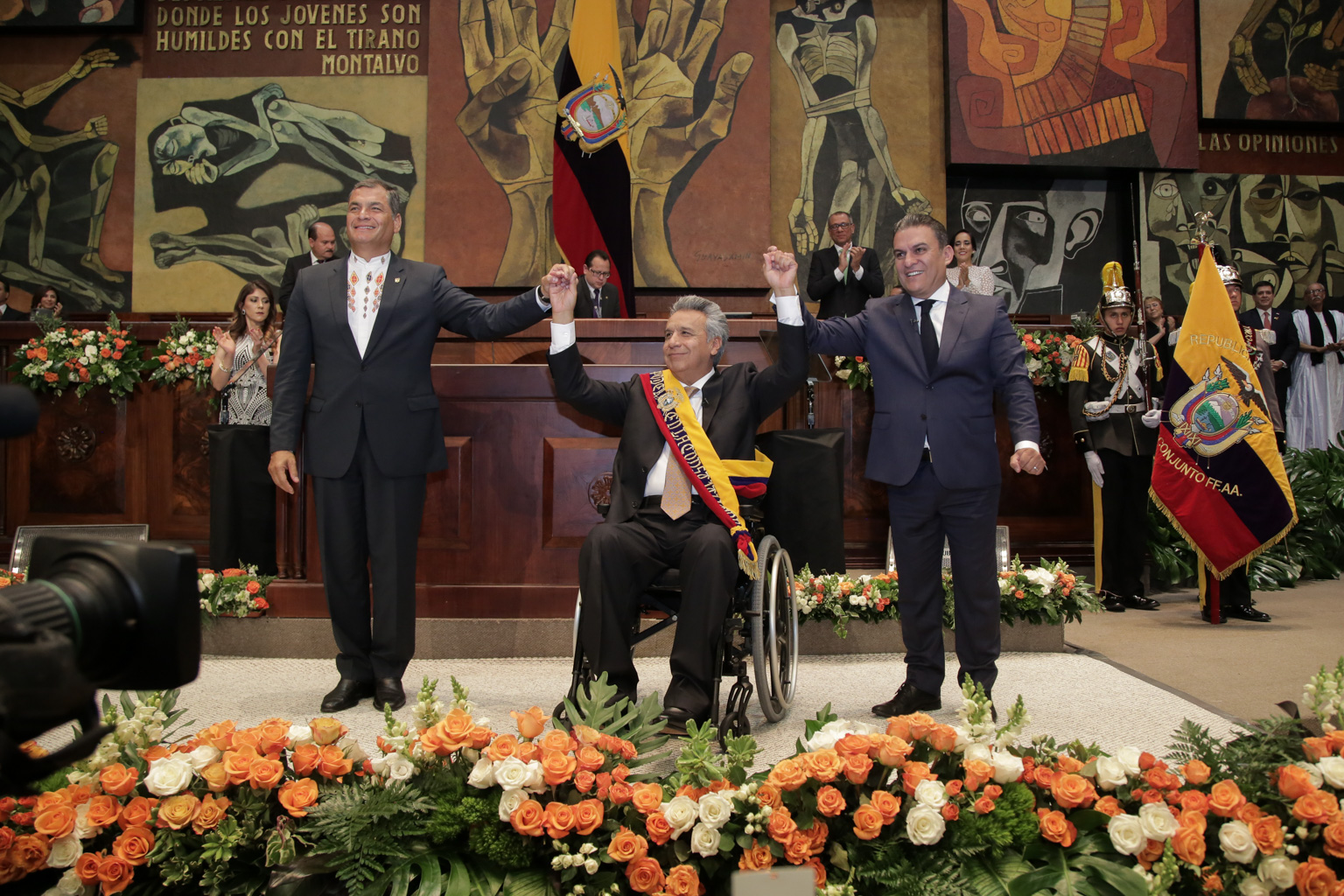
Posesión de Moreno junto al expresidente Correa y al presidente de la Asamblea, José Serrano.

Lenín Moreno asumió el cargo el 24 de mayo de 2017, informando durante su discurso de posesión el cambio del esquema comunicacional de gobierno realizar enfoque en la inclusión, diálogo, participación y unidad, mantener la dolarización, impulsar la producción nacional mediante una mayor colaboración entre el sector público y privado, mejorar las relaciones comerciales internacionales, implementar políticas de austeridad gubernamental para cumplir con su propuesta de campaña denominado «Plan Toda una Vida» que abarca la inserción de las diferentes misiones sociales en favor de las mujeres embarazadas, niños recién nacidos, personas de la tercera edad y además la construcción de viviendas para los ciudadanos más pobres del país.
El eslogan oficial del gobierno de Moreno durante el 2017 es «El Gobierno de Todos», revelado el 12 de septiembre del mismo año, resaltando su política de diálogo.

### Políticas públicas

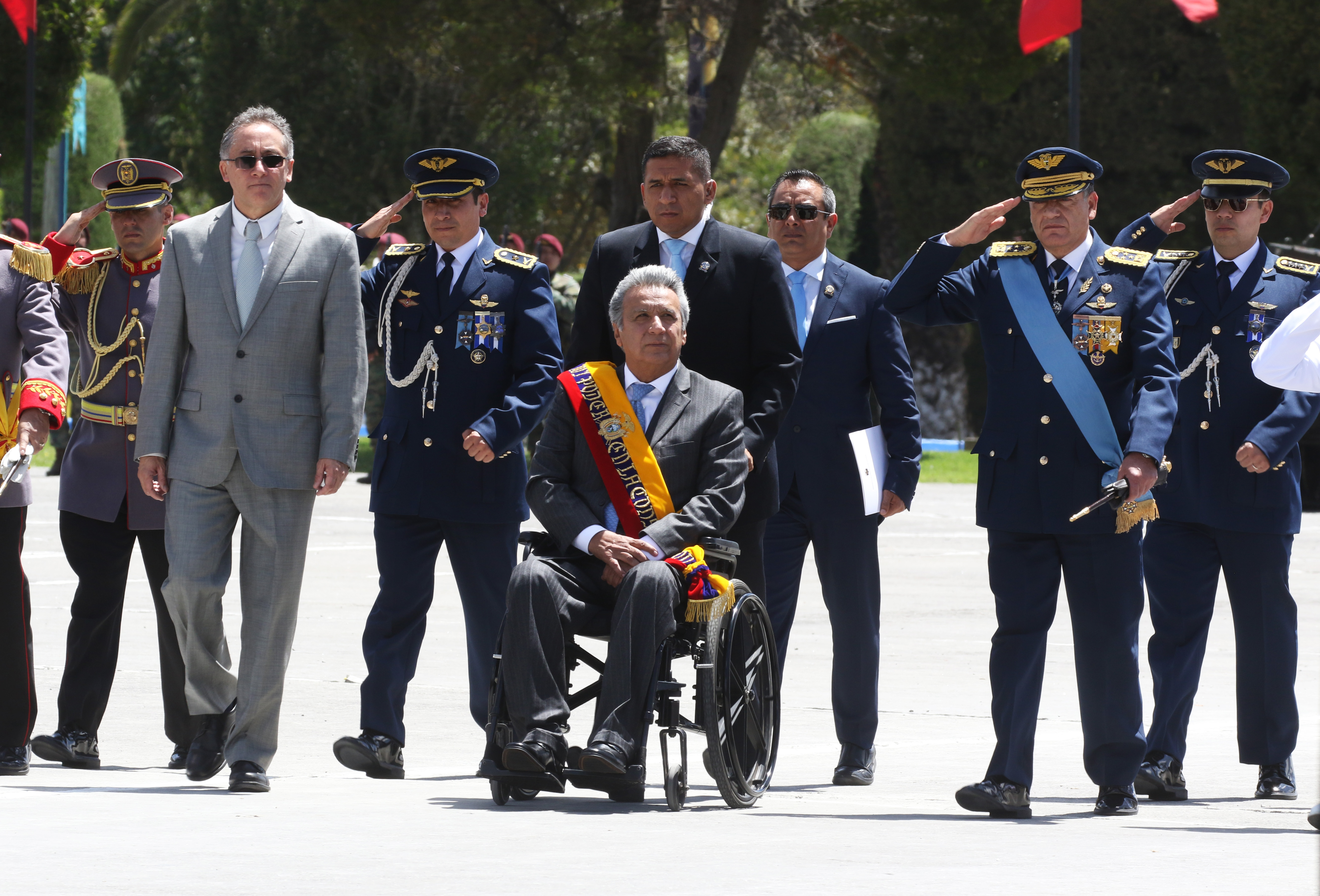
Moreno en la Ceremonia Militar por el Primer Grito de Independencia, junto al ministro de Defensa, Miguel Carvajal.

Moreno tuvo como primeras actividades un evento público en el Palacio de Carondelet, donde firmó frente a simpatizantes sus primeros decretos, entre los cuales reestructuró la función ejecutiva, suprimiendo la Secretaría del Buen Vivir, la Secretaría Nacional de la Administración Pública y todos los ministerios coordinadores; además posesionó en este evento a su primer gabinete ministerial, creando los Consejos Sectoriales, los cuales son entidades interinstitucionales encargadas de coordinar la labor de los ministerios, secretarías, empresas públicas y otras entidades públicas. El presidente le otorgó al vicepresidente Jorge Glas las competencias de producción y de reconstrucción de las poblaciones afectadas por el terremoto del 2016, además de la coordinación del Consejo Sectorial de Producción.
El 20 de junio de 2017, el presidente Moreno decretó el Diálogo Social Nacional con todos los sectores de la sociedad ecuatoriana como política de estado, siendo coordinado por la Secretaria Nacional de la Gestión Política, buscando abrir mesas de diálogo con todos los ministerios e instituciones del estado, presentando este programa en la Gobernación del Guayas, teniendo reuniones con el prefecto del Guayas Jimmy Jairala, el alcalde de Guayaquil Jaime Nebot y al día siguiente con el alcalde de Quito Mauricio Rodas. Las mesas político-estratégicas buscarán acuerdos en los ámbitos Plurinacional, Consejo Consultivo Empresarial, Lucha Contra la Corrupción, Acuerdo con Sectores Sociales, Acuerdo por la Información, Acuerdo por la Educación y Acuerdo por el Agro.

Logo del Gobierno de Lenín Moreno.

A finales de junio de 2017 el presidente invitó a varios excandidatos presidenciales y autoridades zonales a dialogar con él siguiendo su política de Diálogo Nacional, teniendo sus primeras reuniones el 28 de junio con el prefecto del Guayas Jimmy Jairala, quien le entregó al mandatario un proyecto de reformas a la ley de comunicación elaborada por su partido Centro Democrático; se reunió el mismo día con el excandidato presidencial Abdalá Bucaram Pulley, quién le presentó su plan de gobierno, enfocándose en la lucha contra las drogas, reuniéndose con la también excandidata Cynthia Viteri el 5 de julio para trabajar en conjunto en un plan de lucha contra las drogas junto a la Secretaria Técnica de Drogas Ledy Zúñiga y los asambleístas Henry Cucalón y Vicente Taiano del PSC y el 6 de julio con el excandidato presidencial por la ID, Paco Moncayo, de igual manera para dialogar sobre la lucha contra el microtráfico de drogas. El presidente mantuvo reuniones con los alcaldes de Cuenca y Loja y con los dirigentes del Partido Socialista Ecuatoriano y el Partido Comunista Ecuatoriano. En julio Moreno invitó a su contrincante en la segunda vuelta electoral, Guillermo Lasso, a dialogar en el Palacio de Carondelet siguiendo la política de unificar al país y seguir una agenda unificada en la lucha contra las drogas.
El presidente Moreno dispuso reemplazar la tradición de tener el retrato del presidente en funciones en todos los despachos ministeriales y oficinas del sector público, siendo este reemplazado por un retrato de personajes históricos del país. El 4 de julio del 2017 el presidente, como parte de su política de diálogo, tuvo una reunión con los dirigentes de la CONAIE, en la cual le devolvió a la organización su sede tradicional por un plazo de 100 años. Moreno le ha dado protagonismo al cumplimiento de su propuesto de campaña, la implementación del Plan Toda una Vida y sus diferentes misiones sociales, comenzando con la misión Casa para Todos entregando predios a personas de escasos recursos de Guayaquil, notando que Moreno ha restaurado las funciones de la primera dama a su esposa Rocío González, como delegada presidencial del Comité Interinstitucional del Plan "Toda una Vida" sin ostentar ningún tipo de remuneración, coordinando las acciones de las diferentes misiones del plan como son "Las Manuelas", "Misión Ternura", "Misión Casa para Todos", "Misión Mis Mejores Años", realizando acompañamiento a todo el eje social de la función ejecutiva.
Para las fiestas de fundación de Guayaquil del 25 de julio del 2017, el presidente asistió a la sesión solemne de la alcaldía de Guayaquil junto al presidente de la asamblea José Serrano Salgado, su esposa y varios miembros de su gabinete y asambleístas de PAIS, lo cual no ocurría desde el 2007, en la cual anunció revisión y futuras reformas a la ley de plusvalía para estimular al sector de la construcción e inmobiliario.
El 24 de agosto de 2017, Moreno entregó a la Asamblea el proyecto de Ley Orgánica para la Erradicación de la Violencia de Género contra las Mujeres, explicando que el proyecto establece mecanismos para prevenir la violencia de género, ordena al Estado proteger y resguardar la integridad de las mujeres, así como educar a la sociedad para cambiar esquemas discriminatorios, excluyentes y machistas. El presidente Moreno, el 30 de agosto en la ciudad de Santa Elena, inauguró el programa Médico del Barrio, con el que se busca llegar a los grupos más vulnerables teniendo como el objetivo del programa la prevención de enfermedades, a través de la atención primaria.  Moreno dijo que se atenderá preferentemente a los pobres. El equipo médico identificará y luego hará el seguimiento de los grupos vulnerables (mujeres embarazadas, niños menores de 5 años, adultos mayores, personas con discapacidad y personas con enfermedades crónicas).  La persona continuará su tratamiento y monitoreo en el hogar, el centro de salud y el hospital, según sus necesidades. La estrategia involucrará a 7.235 médicos generales, 6.840 enfermeras y 1.520 técnicos, que laboran en el primer nivel de atención (centros de salud).
El 12 de septiembre del 2017 presidente Moreno visitó la Universidad y Ciudad de Yachay, encontrando cinco edificios abandonados desde 2015 por fallas estructurales, levantados sin que haya vías de acceso ni trabajos previos de servicios básicos, como alcantarillado y agua potable; vías de tierra y una sobreestimación de inversiones, anunciando el gerente de Yachay EP, Jorge Martínez, que las inversiones de empresas nacionales e internacionales anunciadas en el gobierno de Rafael Correa no son reales y dio cuenta de pequeños ingresos por alquiler de tierras o locales de comidas. Ante esto, Moreno anunció que la Senescyt reestructurará Yachay para remediar los problemas, siendo algunas de las acciones de esta reestructuración: replantear el proyecto Yachay-Plan Maestro, sanear las obras de infraestructura, pedir exámenes especiales a la Contraloría para el periodo 2013-junio del 2017 y concluir las tareas pendientes con créditos de Eximbank de China.
El 17 de octubre, el gobierno informó que fusionaría al canal público Ecuador TV con GamaTV, canal privado incautado durante el gobierno de Rafael Correa, siendo el último absorbido por ECTV, resultando en el despido de decenas de trabajadores de GamaTV. 
Posteriormente Andrés Michelena, gerente de Medios Públicos EP, informó que los canales GamaTV y TC Televisión incautados del Grupo Isaìas, habían tenido pérdidas por más de 23 millones de dólares, y que todos los medios públicos serían reestructurados.
El 23 de octubre, el presidente Moreno derogó los polémicos Decretos 16 y 739 firmados durante el tercer período de Rafael Correa, ya que estos regulaban a las organizaciones no gubernamentales, civiles y fundaciones sin fines de lucro al homologar sus obligaciones y restricciones, resultando en la disolución de varias de estas en el período pasado. Los decretos derogados fueron sustituidos por el Decreto 193 el cual reconocía 3 tipos de organizaciones: Corporaciones, Fundaciones y otras formas de organización social nacionales o extranjeras, siendo esta acción considerada como resultado del diálogo del gobierno con la sociedad civil. El 27 de agosto de 2019 el gobierno autorizó a la inversión privada la creación de una refinería en la costa de Ecuador. El 13 de abril de 2021 el presidente autorizó a que la empresa privada opere en el Aeropuerto Internacional Eloy Alfaro.

### Referéndum y cambios constitucionales
El 18 de septiembre del 2017, Moreno anunció que convocará a Consulta Popular, presentando las preguntas a consultar el 2 de octubre, solicitando a la ciudadanía que le presente sus propuestas a su despacho hasta el 26 de septiembre, recibiendo hasta la fecha más de 200 propuestas de preguntas de diferentes sectores: asambleístas, partidos políticos, organizaciones sociales, etc. El presidente anunció que los principales temas a tratar serían la institucionalidad del país, ecología, la eliminación de la reelección indefinida y sanciones contra la corrupción, llamando a la reelección indefinida como una aberración política.
El 2 de octubre del 2017, durante su cadena nacional semanal, el presidente Moreno anunció las preguntas que envió a la Corte Constitucional para su aprobación para convocar a Referéndum y Consulta Popular El 29 de noviembre, el presidente Moreno decretó la convocatoria a Consulta Popular y Referéndum directamente, sin dictamen previo de la Corte Constitucional, basándonse en la Ley Orgánica Ley Orgánica de Garantías Jurisdiccionales y Control Constitucional en la que se estipula que si la Corte, pasando los 20 días de conocimiento de la causa, no se pronuncia se considerará que emite un dictamen positivo, habiéndose presentado las preguntas el 2 de octubre, presentando la secretaria jurídica los decretos al CNE para la convocatoria oficial a los comicios. El 1 de diciembre, el CNE anunció la convocatoria a elecciones para el 7 de diciembre y que estas se efectuarían el 4 de febrero del 2018, presentando la papeleta que se utilizaría, mientras la Corte Constitucional finalizó los procesos de dictamen sobre el referéndum con la convocatoria por parte del CNE.
El referéndum se efectuó el 4 de febrero del 2018, triunfando el sí en todas las preguntas, produciendo los siguientes cambios constitucionales y legales: eliminación de la reelección indefinida, establecimiento de la muerte civil de los funcionarios públicos culpables de corrupción, instauración de un consejo de participación ciudadana y control social transitorio, cuyos miembros serán aprobados por la Asamblea Nacional de una terna enviada por el presidente y la modificación de la elección de los consejeros a votación popular, eliminación de la prescripción de delitos sexuales contra niños y adolescentes, prohibición de la minería metálica en zonas protegidas, eliminación de la ley de plusvalía, reemplazada por una nueva ley que será enviada por el presidente y reducción de la zona de extracción petrolera del Yasuní ITT .
El 6 de febrero del 2018, la Comisión Interamericana de Derechos Humanos emitió un comunicado en el que remitía a la Corte Interamericana de Derechos Humanos una solicitud de medidas provisionales a favor de Edwin Jarrín, Tania Pauker y Sonia Vera, miembros del Consejo de Participación Ciudadana que serían cesados luego del referéndum, con la finalidad de que ordene al Estado que se abstenga de destituir a estos miembros del CPCCS y de crear un Consejo Transitorio, justificando el pedido porque "puede generar riesgos en la efectividad del Estado democrático de derecho, incluyendo los principios de separación de poderes y de independencia judicial, fundamentales para el goce efectivos de los derechos humanos". La solicitud recibió el rechazo de la Cancillería, denominando la decisión como "incomprensible, poco ético y contrario a procedimientos legales", anunciando el presidente Moreno que convocará a todas las funciones del estado a defender el resultado de la consulta popular.
El 8 de febrero, una delegación del ejecutivo fue a la sede de la Corte IDH en Costa Rica para defender el resultado del proceso electoral, conformada por la canciller María Fernanda Espinosa, la ministra de Justicia Rosana Alvarado, el presidente de la Asamblea José Serrano, el secretario de la política, Miguel Carvajal, el subprocurador del estado Ricardo Velasco y un asesor jurídico de la presidencia. El mismo día, la Corte fallo a favor del estado ecuatoriano, desestimando la solicitud realizada por la CIDH por 4 votos a favor y 2 en contra.
El 16 de febrero, el presidente Moreno envió a la Asamblea Nacional los dos proyectos de ley correspondientes al mandato de la consulta popular, la ley orgánica derogatoria de la ley de plusvalía y la ley orgánica reformatoria a la ley del consejo de participación ciudadana y control social; proponiendo esta última que los consejeros sean electos por votación popular a un período de 4 años, renovable por una sola vez, debiendo antes pasar por un concurso de méritos y oposición liderado por el Consejo Nacional Electoral, siendo sus participantes postulados por organizaciones sociales y ciudadanas, conformando el CNE una nómina de 28 aspirantes, siendo los 7 más votados electos como consejeros principales, y los 7 siguientes los suplentes, siendo la promoción electoral dirigida exclusivamente por el CNE, no habiendo campaña electoral de partidos políticos u organizaciones sociales. El proyecto de ley del Consejo de Participación propuesto generó rechazo por parte de la oposición por el requisito del concurso de méritos y oposición por parte del CNE.

### Lucha contra la corrupción
El presidente, durante su primera rueda de prensa con los medios anunció la conformación de un Frente de Transparencia y Lucha contra la Corrupción, la cual definirá políticas y acciones para prevenir actos de corrupción en el sector pública y privado, exhortar a las autoridades judiciales y de control sobre el juzgamiento y la sanción contra los corruptos en el marco del debido proceso; emitir recomendaciones para el fortalecimiento del ordenamiento jurídico; y establecer mecanismo de educación en valores para el sistema educativo en todos sus niveles, invitando a diferentes actores del sector público, privado y ciudadanía, siendo estos: Xavier Zavala Egas, Pablo Vanegas, Julio César Trujillo, Fabián Corral, Monseñor Fausto Trávez, Pablo Dávila, Larissa Marangoni, Rosana Alvarado, María Fernanda Espinosa, Tatiana Hidrobo, Andrés Mideros, Francisco Borja y Carlos Rabascall, de estos se excusaron Trujillo, Trávez, Corral y Borja teniendo su primera reunión con el presidente el 5 de junio.
El 2 de junio de 2017, se realizaron operaciones coordinadas por la Fiscalía General del Estado en relación con el caso Odebrecht, resultando en la detención de Ricardo Ramírez, tío del vicepresidente Jorge Glas, encargado de varios negocios cuando Glas era ministro durante el gobierno de Rafael Correa, y el allanamiento del domicilio y oficinas del contralor Carlos Pólit; el presidente Moreno informó que la función ejecutiva está apoyando y apoyando en las investigaciones, indicando que ningún caso de corrupción va a quedar impune en su gobierno. El 20 de junio, el contralor Carlos Pólit renunció a su cargo luego de las acusaciones vertidas en su contra, habiendo salido del país desde el 25 de mayo hacia Miami solicitando permiso médico, resultando en un juicio político por parte de la Asamblea Nacional por incumplimiento de funciones en contra de Pólit, siendo aprobado el 2 de julio. El 7 de agosto, el fiscal Baca Mancheno solicitó la prisión preventiva y la incautación de fondos y la prohibición de enajenar bienes del excontralor Carlos Pólit por el delito de concusión, debido a que sus resoluciones favorecieron a la constructura Odebrecht al desvanecer glosas por montos superiores a 70 millones de dólares, solicitando Pólit a la empresa 6 millones de dólares por esto, siendo aprobado el pedido por el Juez Luis Enríquez.
El 11 de agosto de 2017, Moreno anunció que el expresidente de Petroecuador y exministro de Rafael Correa acusado y sentenciado por corrupción, Carlos Pareja Yannuzzelli, regresaría al país para colaborar con la justicia y para cumplir la condena penal que le fue impuesta por la función judicial, llegando al país en la noche del mismo día junto al presidente de la Asamblea Nacional José Serrano, quién fungió como intermediario en el regreso del exministro, aclarando que Pareja volvió al país por voluntad propio sin condicionamientos, siendo inmediatamente trasladado a prisión. El 14 de agosto, el exfiscal Galo Chiriboga fue retenido por la Policía para investigaciones relacionadas con Pareja Yannuzzelli y el caso Odebrecht, siendo capturado en el Aeropuerto Mariscal Sucre de Quito, afirmando el ministro del interior César Navas que Chiriboga tenía intenciones de viajar a Colombia, siendo esto negado por el exfiscal, compareciendo ante la Fiscalía junto a Pareja Yannuzzelli y Alex Bravo, exgerente de Petroecuador apresado por corrupción.
El 29 de agosto de 2017 el fiscal Carlos Baca Mancheno solicitó a la Corte Nacional implicar a Carlos Pólit por asociación ilícita en el caso Odebrecht por existir elementos de convicción que determinan su participación en la asociación delictiva, esencialmente el haber recibido dinero por los actos de corrupción y aplicar la medida cautelar sustitutiva de arresto domiciliario y el uso del dispositivo de vigilancia electrónica, por ser de la tercera edad, lo cual fue aceptado por el Juez Miguel Jurado.
El 8 de septiembre del 2017, la Fiscalía anunció que había firmado un acuerdo de Cooperación Eficaz con Carlos Pareja Yannuzzelli, con la cual podrá proporcionar datos, instrumentos, efectos, bienes o informaciones precisas, verídicas y comprobables que contribuyan al esclarecimiento de los hechos investigados en los que tuvo participación directa, teniendo la libertad para ofrecer información sobre todos los temas que afirme conocer, sin restricción alguna y sujeta a la condición de veracidad y corroboración eficaz, pudiendo solicitar beneficios procesales al ser comprobada la información proporcionada.
El 17 de octubre, el Frente de Lucha contra la Corrupción del Ejecutivo cocnluyó sus funciones, entregándole al presidente Moreno varias propuestas de modificaciones penales y contratación pública: reformas al COIP para que los fiscales puedan solicitar medidas cautelares en contra de los procesados cuando el proceso de investigación esté en indagación previa. Así como que la Fiscalía sea el órgano rector de la Policía Judicial, que se cree una nueva modalidad de peculado que “sería la de omisión impropia, o comisión por omisión, es decir, cuando el servidor público abusa o distrae fondos públicos de manera directa”; solicitaron que la Contraloría del Estado pueda emitir un informe previo que controle los procesos de contratación pública a valores que están por encima de los $ 100.000.
Recomendaron un sistema de registro y calificación de proveedores entre la Contraloría y el Servicio de Contratación Pública (Sercop) para evitar la creación de “empresas de papel” y la “homologación de pliegos” de contratación. Proponen que se “definan elementos” para sancionar a los jueces por el error inexcusable y evitar la “discrecionalidad”. Sobre el CPC piden que se “concentren” sus funciones en temas relacionados con la participación; propusieron que temas de valores y ética sean “transversales” en la educación, y creen que debe implementarse el programa Red Universitaria Ética del Ecuador, y la cátedra Unesco para la formación de maestros. El presidente es quién tiene la última palabra sobre cuáles propuestas serán aceptadas para comenzar el proceso de su aprobación.
El 9 de abril de 2018, la Contraloría encontró indicios de responsabilidad penal, administrativa con multa y destitución en contra del expresidente Rafael Correa y los exministros de finanzas Patricio Rivera y Fausto Herrera por la emisión del decreto ejecutivo 1218 que modificaba la fórmula del cálculo de la deuda pública, disponiendo la derogatoria de estos decretos y resoluciones ministeriales asociadas, además que se incluya en la deuda la venta anticipada del petróleo a China.
El 26 de noviembre del 2018, el noticiero del canal de televisión Teleamazonas publicó un reporte investigativo sobre supuestos cobros de "diezmos" por parte de la vicepresidenta María Alejandra Vicuña a su personal cuando se desempeñaba como asambleísta, denunciado por un exasesor de Vicuña entre el 2011 y 2013, el cual indicó que esta demandaba el pago de una cuota mensual hacia una cuenta bancaria a su nombre, superando las transferencias los 20 000 dólares. La fiscal subrogante, Ruth Palacios, anunció al día siguiente que iniciaría una indagación previa a la vicepresidenta sobre el presunto delito. Vicuña respondió a las acusaciones indicando que son una "infamia sin pies ni cabeza". El 4 de diciembre del 2018, Vicuña presentó su renuncia irrevocable a la vicepresidencia para evitar causar un escenario de desestabilización. El 6 de diciembre, la Asamblea Nacional aceptó la renuncia de Vicuña y Moreno presentó una nueva terna, encabezada por el periodista Otto Sonnenholzner.

### Política económica y productiva
| Año                                              | PIB de Ecuador                  | PIB per Cápita de Ecuador |
| ------------------------------------------------ | ------------------------------- | ------------------------- |
| 2017                                             | USD 104 296 millones de dólares | USD 6 216 dólares         |
| 2018                                             | USD 107 562 millones de dólares | USD 6 318 dólares         |
| 2019                                             | USD 108 108 millones de dólares | USD 6 260 dólares         |
| 2020                                             | USD 99 291 millones de dólares  | USD 5 670 dólares         |
| 2021                                             | USD 106 166 millones de dólares | USD 5 978 dólares         |
| Fuente: Fondo Monetario Internacional FMI (2020) |                                 |                           |

### PIB per cápita
Durante el gobierno de Lenin Moreno, el PIB per Cápita del Ecuador, el cual es una medición del ingreso promedio anual por cada habitante, era de 6200 dólares en 2017, sin embargo luego de cuatro años éste indicador macroeconómico había descendido en un 4,49 % hasta llegar solamente a los 5900 dólares por cada ecuatoriano en 2021 según los datos del Banco Mundial del Fondo Monetario Internacional. 
| Puesto                                           | País                                                | PIB per Cápita Año 2017                             | PIB per Cápita Año 2021                             | Crecimiento 2017-2021 |
| ------------------------------------------------ | --------------------------------------------------- | --------------------------------------------------- | --------------------------------------------------- | --------------------- |
| 1°                                               | Haití                                               | USD 1 369 dólares                                   | USD 1 814 dólares                                   | + 32,5 %              |
| 2°                                               | Honduras                                            | USD 2 453 dólares                                   | USD 2 831 dólares                                   | + 15,4 %              |
| 3°                                               | República Dominicana                                | USD 7 609 dólares                                   | USD 8 603 dólares                                   | + 13,1 %              |
| 4°                                               | Guatemala                                           | USD 4 454 dólares                                   | USD 5 025 dólares                                   | + 12,8 %              |
| 5°                                               | El Salvador                                         | USD 3 910 dólares                                   | USD 4 408 dólares                                   | + 12,7 %              |
| 6°                                               | Chile                                               | USD 14 962 dólares                                  | USD 16 502 dólares                                  | + 10,2 %              |
| 7°                                               | México                                              | USD 9 287 dólares                                   | USD 9 926 dólares                                   | + 6,88 %              |
| Promedio                                         | Crecimiento de Centroamérica desde 2017 hasta 2021  | Crecimiento de Centroamérica desde 2017 hasta 2021  | Crecimiento de Centroamérica desde 2017 hasta 2021  | + 5,98 %              |
| 8°                                               | Costa Rica                                          | USD 12 225 dólares                                  | USD 12 508 dólares                                  | + 2,31 %              |
| 9°                                               | Bolivia                                             | USD 3 351 dólares                                   | USD 3 414 dólares                                   | + 1,88 %              |
| 10°                                              | Perú                                                | USD 6 710 dólares                                   | USD 6 692 dólares                                   | - 0,27 %              |
| Promedio                                         | Crecimiento de América Latina desde 2017 hasta 2021 | Crecimiento de América Latina desde 2017 hasta 2021 | Crecimiento de América Latina desde 2017 hasta 2021 | - 2,02 %              |
| 11°                                              | Nicaragua                                           | USD 2 159 dólares                                   | USD 2 090 dólares                                   | - 3,19 %              |
| 12°                                              | Colombia                                            | USD 6 376 dólares                                   | USD 6 131 dólares                                   | - 3,84 %              |
| 13°                                              | Panamá                                              | USD 15 146 dólares                                  | USD 14 516 dólares                                  | - 4,16 %              |
| 14°                                              | Ecuador                                             | USD 6 213 dólares                                   | USD 5 934 dólares                                   | - 4,49 %              |
| 15°                                              | Paraguay                                            | USD 5 678 dólares                                   | USD 5 400 dólares                                   | - 4,90 %              |
| 16°                                              | Uruguay                                             | USD 18 690 dólares                                  | USD 17 020 dólares                                  | - 10,2 %              |
| Promedio                                         | Crecimiento de Sudamérica desde 2017 hasta 2021     | Crecimiento de Sudamérica desde 2017 hasta 2021     | Crecimiento de Sudamérica desde 2017 hasta 2021     | - 12,7 %              |
| 17°                                              | Brasil                                              | USD 9 928 dólares                                   | USD 7 518 dólares                                   | - 24,3 %              |
| 18°                                              | Argentina                                           | USD 14 613 dólares                                  | USD 10 729 dólares                                  | - 26,6 %              |
| 19°                                              | Venezuela                                           | USD 4 725 dólares                                   | USD 1 685 dólares                                   | - 64,3 %              |
| Fuente: Fondo Monetario Internacional FMI (2022) |                                                     |                                                     |                                                     |                       |

El 22 de junio de 2017, el presidente creó el Consejo Consultivo Productivo y Tributario que tendrá como función emitir recomendaciones, propuestas de políticas y normativas para la productividad y competitividad, siendo dirigida por el vicepresidente Glas y compuesto además por los Ministros de Economía, Comercio Exterior, Industrias y Productivdad, Trabajo, Agricultura, el director del SRI por parte de la función pública, y por Lucía Calderón, de la Confederación de Cámaras de la Economía Popular y Solidaria; Richard Martínez, del Comité Empresarial Ecuatoriano; Lucciola Muentes, de la Asociación Interprofesional de Artesanos Sin Fronteras; Iván Ontaneda, de la Federación Ecuatoriana de Exportadores (Fedexpor); Édison Garzón, del Grupo ProponLe y Cristian Cisneros, de la Cámara Nacional de la Pequeña y Mediana Empresa, por parte del sector privado y sociedad civil.
El 28 de julio del 2017 , el presidente reveló a través de una cadena nacional la situación económica real del país, calificándola como crítica, indicando que el estado presenta una deuda heredada del gobierno anterior de cerca de 58.000 millones de dólares, lo que representa el 59% del PIB, anunciando que la Pro Forma presupuestaria para el 2017 sería de 36 818 millones; anunció además 5 ejes para poder combatir la crisis y mejorar los ingresos estatales:
1. Dinamizar el sector de la construcción, con un proyecto de fomento y facilitación, y la revisión de la llamada “Ley de la Plusvalía”, sin renunciar a la lucha contra la especulación del suelo.
2. Incentivar la inversión y el ingreso de divisas, con un proyecto de ley, que permita la repatriación de capitales de quienes los tienen en el exterior.
3. Impulsar el uso de medios de pago digitales, lo que se conoce como dinero electrónico, en coordinación con el sistema financiero nacional.
4. Establecer medidas de austeridad del gasto público y optimización del uso de los recursos del Estado, principalmente en contrataciones de personal, consultorías, publicidad, vehículos, viajes, entre otros.
5. Priorizar la inversión pública, hacia lo estrictamente necesario, para el cumplimiento de las metas y objetivos nacionales de desarrollo.
El 7 de agosto de 2017, el presidente anunció nuevas medidas de austeridad en el gobierno para combatir la crisis económica, incluyendo la venta de unos de los aviones presidenciales y todos los automóviles de lujo en posesión del gobierno, la reducción del 10% del sueldo de los funcionarios públicos de jerarquía superior y la venta de todos los bienes inmuebles de la empresa pública Inmobiliar, yendo los ingresos de estas ventas para financiar el proyecto Casa para Todos. El mismo día, Moreno encargó la dirección del Consejo Consultivo Productivo y Tributario a la ministra de Industrias Eva García Fabre luego de haberle retirado todas sus competencias al vicepresidente Jorge Glas.
El 16 de agosto de 2017, el presidente Moreno denunció como una irresponsabilidad el proceso de repotenciación de la Refinería de Esmeraldas realizada durante el gobierno de Correa bajo la dirección del vicepresidente Glas, la cual costó más de 2000 millones de dólares, informando junto al ministro de hidrocarburos que la condición de la refinería es crítica, existiendo fallas estructurales lo cual provocó un incendio, teniendo problemas en las siguientes estructuras: Unidad FCC (corazón de la Refinería), Unidad Hidrodesulfuradora del Diésel, Baja confiabilidad en sistema de generación eléctrica propia de las instalaciones,  Almacenamiento de combustibles, Plantas de azufre, Planta CCR, necesitándose 2 años para poder reparar los daños y que este en óptimo estado, anunciando que su gobierno volverá a contratar empresas privadas en este sector para participar junto al sector público, informando que la explotación del campo Sacha será adjudicado a Petroamazonas. Moreno ordenó al ministro de hidrocarburos que si no existe interés por parte de empresas privadas en invertir en el proyecto de la Refinería del Pacífico, establecida por Correa, descarte el proyecto.
El 20 de agosto de 2017, el presidente inauguró la Gran Minga Agropecuaria , la cual consiste en la entrega de crédito por más de 1000 millones de dólares al sector agropecuaria a través del banco público BanEcuador, acceso a mercados, kits de insumos, dotación de riego, chatarrización/mecanización, crédito, seguros agrícolas y ganaderos, asistencia técnica, asociatividad y legalización de tierras, siendo su propósito sacar de la pobreza al sector rural, creación de 40 mil empleos e incrementar 2 mil millones en exportación de productos agropecuarios primarios y agroindustriales.
El presidente Moreno se reunió con los representantes de los sistemas financieros público, privado y de la economía popular y solidaria y con la presidenta del Banco Central, Verónica Artola, quien anunció que la banca pública y privada se harán cargo del sistema de dinero electrónico que ahora lo maneja el Banco Central del Ecuador (BCE) . El presidente del directorio del Banco Pichincha, Antonio Acosta, y el titular de la Asociación de Bancos Privados del Ecuador, Julio José Prado, sostuvieron que el sistema financiero privado será el encargado del dinero electrónico y que tendrá lista la plataforma en unos cinco meses. Otro de los acuerdos de la reunión fueron que el Gobierno cierre la posibilidad de implementar una moneda paralela y, con esto, garantizar la dolarización.
El 11 de octubre del 2017, Moreno anunció sus primeras políticas económicas, consistiendo las acciones en: Derogatoria de la ley de plsuvalía, aprobada en consulta popular, los microemprendedores no pagarán el Impuesto a la Renta durante los dos primeros años de creada su empresa y dejarán de pagar este impuesto por sus primeros 11.000 dólares de utilidad, presentación de un proyecto de ley que elimine el anticipo del Impuesto a la Renta a las empresas cuyas ventas anuales no alcancen los 300.000 dólares, las que superen esta cantidad realizarán la devolución progresiva del impuesto mínimo del anticipo del Impuesto a la Renta, eliminación del impuesto a las tierras rurales para dinamizar al sector agrícola, las cooperativas y los bancos operarán el dinero electrónico, pero bajo la supervisión y control del Estado, disminución en un 10% el sueldo de los servidores públicos que más ganaban; limitación la contratación de consultorías, racionalización del pago de horas extras y de viáticos, guerra al contrabando y a la evasión de impuestos, el Impuesto a la Renta para Sociedades volverá a ser del 25%.
El 2 de abril de 2018, el presidente Moreno en cadena nacional presentó el plan económico que ejecutará hasta la finalización de su período, constitiendo en 4 ejes: 
1. Estabilidad y equilibrio fiscal al reducir el déficit fiscal de 5.64% a 2.67% al 2021; no se subirán impuestos, recaudación de 800 millones adicionales por medidas de control tributario ya implementadas por el SRI y Aduanas, racionalización de 5 beneficios tributarios a la población con ingresos de más de 100 mil dólares anuales, eliminación del cálculo del impuesto mínimo del anticipo del impuesto a la renta, reducción progresiva del impuesto de salidas de divisas
2. Reestructuración del Estado para lograr un ahorro de 1000 millones anuales; reducción de 1000 millones anuales en el presupuesto de la función ejecutiva, eliminación de varios ministerios, secretarías y coordinaciones generales, reducción a la mitad de asesores de cada institución, reducción de viáticos y gasto de arriendos, supresión de 7 de las 22 empresas públicas, manteniendos únicamente las rentables, optimización de contratos petroleros y elaboración de un plan de fortalecimiento fiscal
3. Sostenibilidad de la dolarizacion y equilibrio del comercio exterior al atraer inversión y control de la salida de divisas; incremento temporal de techos arancelarios, exoneración al pago de salida de divisas a empresas extranjeras que se mantengan en el país por más de 5 años, racionalizacion de todos los costos de transacciones de acciones de empresas, fortalecimiento del concepto de sociedad anónima
4. Reactivación productiva, aumentar en 7 puntos el empleo adecuado y reducir la pobreza extrema en 5 puntos; revisión tributaria como instrumento de reactivación productiva para las empresas, devolución del impuesto a la salida de divisas y otros tributos a exportadores que demuestros ingreso neto de divisas, implementación de nuevas modalidades de contratación de trabajo, simplificación de trámites, alianzas público-privadas, fomento de la economía popular y solidaria.

Fuente:
El 22 de agosto de 2018, el gobierno anunció nuevas medidas de austeridad y modificación económica para lograr solventar el déficit fiscal y la deuda nacional hasta el 2021 a través de 11 puntos:
1. Reducir el tamaño del Estado a 20 instituciones entre ministerios, secretarías, institutos y agencias dependientes del Estado: fusión de la Secretaría Nacional de la Gestión política con el Ministerio de Justicia y del Interior, fusión del Ministerio de Ambiente con la Secretaría del Agua, fusión del Ministerio de Comercio Exterior con el de Industrias, fusión del SRI con las Aduanas y la eliminación de la Secretaría Nacional de Comunicación.
2. Reducción de gastos innecesarios como seguridad a ministros, celulares a funcionarios, viáticos.
3. Transparencia en las compras públicas a través de un concurso y restricción del uso del régimen especial y de emergencia para contrataciones.
4. Optimización de las empresas públicas.
5. Mayor colaboración con la inversión privada y con el Banco Interamericano de Desarrollo.
6. Independencia y prohibición de inyección de crédito directo del Banco Central al ejecutivo.
7. Acceso a financiamiento externo estable, predecible y en mejores condiciones de plazo y tasa de interés.
8. Incremento de la producción petrolera a 700.000 barriles diarios en 2021.
9. Análisis sobre eliminación de subsidios a combustibles.
10. Incremento del costo de la gasolina Super a 2.98 dólares por galón.
11. Eliminación del subsidio al diésel al sector empresarial.

Fuente:

### Política exterior y seguridad externa
En política exterior, el presidente Moreno en su cadena semanal del 14 de agosto lamentó la situación de Venezuela, rechazando enfáticamente las muertes ocurridas durante las manifestaciones contra el gobierno de Nicolás Maduro. Mostró  preocupación por el gran número de presos políticos en el país, enfatizando en la necesidad del diálogo y democracia directa para obtener soluciones eficaces de los problemas del país e indicando que respeta la autodeterminación de cada país y rechaza la injerencia de otros países en el conflicto, tomando una postura más crítica que la Cancillería y la ministra María Fernanda Espinosa, la cual días antes rechazó las sanciones y suspensión de Venezuela del MERCOSUR por la instauración de la polémica Asamblea Constituyente en ese país, no asistiendo a la reunión de Cancilleres latinoamericanos en Perú para condenar la postura del gobierno de Maduro, optando por la reunión de cancilleres del ALBA, rechazando fuertemente las declaraciones del presidente Donald Trump ante la posibilidad de una intervención militar por parte del gobierno de Estados Unidos en Venezuela como solución a la crisis política del país.
El 13 de agosto del 2017, las Fuerzas Armadas del país capturaron al buque carguero chino Fu Yuan Yu Leng 999 y sus 20 tripulantes con unas 300 toneladas de pesca, que incluyen al menos dos especies de tiburón consideradas vulnerables. El Gobierno del Ecuador protestó formalmente ante China por la presencia de una amplia flota de barcos pesqueros de bandera china en las inmediaciones de la zona económica exclusiva del Ecuador, de 200 millas marinas de extensión y por la captura de una embarcación de esta misma flota que realizó pesca de especies vulnerables y protegidas, altamente migratorias en la Reserva Marina Galápagos, reclamando la Cancillería la obligación de todos los Estados miembros de la Convención de las Naciones Unidas sobre el Derecho del Mar (Convemar), incluida China, de respetar los derechos de soberanía del Ecuador, respecto de los recursos naturales vivos y no vivos de la zona económica exclusiva, así como de cumplir las leyes establecidas por el país, en particular aquellas relativas a la Reserva Marina Galápagos; además, la obligación que tiene China de acuerdo con la Convemar de cooperar con el propósito de asegurar la conservación y promover la óptima utilización de las especies altamente migratorias, tanto dentro como fuera de la zona económica exclusiva ecuatoriana. La tripulación del barco chino fueron condenados de 1 a 4 años de prisión por el delito de tenencia y transporte de especies protegidas dentro de la Reserva Marina de Galápagos. El 29 de agosto la Asamblea Nacional aprobó una resolución condenando la pesca ilegal de especies vulnerables y protegidas en la Reserva Marina de Galápagos, el mismo día las Fuerzas Armadas y el Ministerio de Defensa informaron que la flota china de 300 barcos se retiraron del territorio marítimo ecuatoriano.
El 18 de septiembre del 2017, el presidente Moreno inició su primera gira internacional, siendo su destino Estados Unidos, donde participará en el 72° periodo de sesiones de la Asamblea General de las Naciones Unidas, donde suscribirá un acuerdo anticorrupción, expondrá el Plan Toda una Vida y el programa de lucha contra la corrupción que emprende su gobierno. Moreno, como representante de Ecuador, presidirá el Grupo 77 + China y sus reuniones, regresando al país el 24 de septiembre.
El 28 de marzo, la Cancillería tomó la decisión de suspender las comunicaciones a Julian Assange, por incumplir los compromisos de no intervención en asuntos políticos, para evitar conflictos con el gobierno del Reino Unido, tomando en consideración otras medidas.
El 28 de junio, el presidente Lenín Moreno se reunió con el vicepresidente de Estados Unidos, Mike Pence, el cual realizó una gira por Latinoamérica, en la reunión con el vicepresidente Pence se discutieron temas como la seguridad nacional ecuatoriana, la crisis de Venezuela y temas comerciales, poniendo así fin a diez años de distanciamiento entre ambos países.
El 23 de agosto de 2018, el canciller José Valencia anunció que Ecuador se retirará del ALBA por no estar de acuerdo con sus principios y por la inacción del gobierno venezolano ante la crisis migratoria de se país que afecta a Ecuador, esto luego de que el ministerio del interior anunciará que se requiere pasaporte para que los migrantes venezolanos ingresen al país, luego de una masiva afluencia de desplazados al país.
El 13 de marzo de 2019, Moreno anunció que el país se retiraría definitivamente de UNASUR por desviarse de su misión de integración regional, planificando convertir el edificio de la sede del organismo en la Ciudad Mitad del Mundo en la sede de la nueva Universidad Indígena del Ecuador y el retiro del monumento a Néstor Kirchner, por no representar los ideales del país.
El 11 de abril de 2019, el presidente Moreno anunció que el país retiraba el asilo político otorgado a Julian Assange en la Embajada de Ecuador en el Reino Unido por incumplir con el acuerdo de conducta impuesto y por colaborar con hackers rusos para desestabilizar al gobierno, y además que se suspendía la otorgación de la ciudadanía ecuatoriana a Assange por irregularidad en su concesión, siendo detenido por la policía británica y retirado forzosamente de la embajada.

### Seguridad interna
El 27 de enero del 2018, el Ministerio del Interior informó que en el Comando Policial de la ciudad de San Lorenzo, Esmeraldas, cercana a la frontera colombiana ocurrió un atentado en que se detonó con explosivos el edificio policial, dejando como resultado varios policías heridos, considerables daños a las instalaciones y afectaciones a viviendas cercanas. El Presidente Moreno vía su cuenta de Twitter informó que el hecho fue un acto terrorista ligado a bandas de narcotráfico en represalia a las acciones gubernamentales en la lucha contra el narcotráfico, notando que es la primera vez que un suceso de ese tipo ocurre en la historia del país. Moreno decretó estado de excepción en los cantones San Lorenzo y Eloy Alfaro.  Renovado el 29 de marzo de 2018.
El 19 de marzo de 2018, el presidente de la República anunció la supresión de la Secretaría de Inteligencia y que destinaría los recursos de esta y sus funciones a las Fuerzas Armadas, con el fin de que la Inteligencia se enfoque en la delincuencia y narcotráfico, argumentando que se mal usaba los fondos para espionaje político. Al día siguiente, el 20 de marzo, se suscitó otro atentado con un artefacto explosivo en un asentamiento militar en el poblado de Mataje, en la provincia de Esmeraldas, resultando en la muerte de 3 militares y dejando 7 heridos, siendo este el sexto hecho violento asociado al narcotráfico y guerrillas colombianas, provocando rechazo internacional, y el anuncio del presidente Moreno de cooperación militar y en seguridad de la frontera norte junto con Colombia.
El 27 de marzo de 2018, en una declaración conjunta con el ministro de Defensa, Patricio Zambrano, y autoridades de las Policía Nacional y de las Fuerzas Armadas, el ministro del Interior César Navas informó el secuestro de 3 personas del equipo periodístico de diario El Comercio: Javier Ortega (periodista), Paul Rivas (fotógrafo) y Efraín Segarra (conductor), quienes se encontraban en la frontera norte cubriendo el desarrollo de la situación conflictiva por parte de las agrupaciones terroristas en la zona. Los ministros informaron que mantuvieron comunicación con los captores y que los secuestrados se encontraban con vida.
El 28 de marzo de 2018, durante el Consejo de Seguridad convocado por el presidente Moreno, responsabilizó al gobierno anterior del "desmantelamiento de las Fuerzas Armadas y la Policía en su operatividad, armamento con la compra de helicópteros que se caían, aviones viejos, radares que no funcionaban, moral, ética y de extrema permisividad con los grupos subversivos y armados en la frontera para que ingresen y actúen en el país", anunciando que el gobierno dotará con los recursos necesarios a las Fuerzas Armadas, Policía y al Departamento de Investigación, Seguridad e Inteligencia anteriormente denominado Secretaría de Inteligencia.
El 12 de abril de 2018, el canal colombiano RCN Noticias comunicó que recibieron supuestas fotografías de los cadáveres de los 3 secuestrados, ante lo cual el presidente Moreno regresó de Perú, país al que había viajado para la Cumbre de las Américas. En la noche del mismo día anunció un plazo de 12 horas a los narcotraficantes para dar prueba de vida de los secuestrados, caso contrario el país dará una respuesta contundente contra los grupos armados en las fronteras. El 13 de abril, Moreno confirmó el asesinato de los tres secuestrados e informó que se ofrece una recompensa de 100 mil dólares sobre información del paradero de alias "Guacho", líder del grupo terrorista responsable del crimen y la cooperación directa con Colombia para enfrentar a los grupos guerrilleros en la frontera norte del país.
El 17 de abril, el Gobierno anunció que el grupo terrorista de alias "Guacho" había secuestrado a dos civiles Vanesa Velasco Pinargote y Oscar Efrén Villacís Gómez. El 18 de abril, el presidente Moreno anunció que el país no acogerá más las negociaciones de paz entre Colombia y el Ejército de Liberación Nacional (ELN) mientras el último no deje de mantener actividades terroristas. El 27 de abril de 2018 el presidente decretó estado de excepción en los cantones San Lorenzo y Eloy Alfaro. El 16 de marzo de 2020 el presidente decreta estado de excepción por casos de coronavirus confirmados y la declaratoria de la pandemia del COVID-19 por la Organización Mundial de la Salud. Renovado el 15 de mayo de 2020. El 15 de junio de 2023 el presidente decretó estado de excepción por la presencia del COVID-19 en el país y por la emergencia económica y sanitaria.  Renovado el 18 de septiembre de 2020.

### Crisis política
El 2 de agosto de 2017, el vicepresidente Glas marcó distancia con Moreno, alineándose con las críticas dadas hacia el mandatario por el expresidente Correa, rechazando su política de diálogo, acusándolo de pactar con Abdalá Bucaram otorgándole el control de las empresas eléctricas y de planear un "paquetazo" tributario para remediar la crisis, ocurriendo esto luego de que emergieran el día anterior en los medios de comunicación audios filtrados entre el excontralor Carlos Pólit y el ejecutivo de Odebrecht José Conceição, en los cuales se menciona al vicepresidente, afirmando Conceição que Glas solicitaba dinero para adjudicar contratos, siendo este llamado por la fiscalía previamente, a finales de julio, luego de que se revelara que un perito había omitido nombres y alterado audios que sirvieron como pruebas para las investigaciones del caso Odebrecht.
El presidente Moreno dijo que no emitirá opiniones sobre la situación del vicepresidente para respetar la independencia de poderes pero que tomará decisiones, haciendo un llamado a la militancia de Alianza PAIS a la unidad y que apoyen su gestión en la lucha contra la pobreza y corrupción, sin caer en provocaciones o tentativa de rupturas y sin caer en encubrimientos, dando estas declaraciones en respuesta al comunicado del vicepresidente y ante las declaraciones vía Twitter del expresidente Correa, quién amenazó en crear un nuevo movimiento si PAIS no actúa frente a las políticas de Moreno. El 3 de agosto, el presidente Moreno le retiró todas las funciones asignadas al vicepresidente Glas.
El 21 de agosto de 2017 la Fiscalía pidió la vinculación de Glas en la investigación por asociación ilícita en el caso Odebrecht, debido a que se halló indicios de responsabilidad penal en su contra. La diligencia se podrá desarrollar tras la autorización de la Asamblea Nacional. Glas pidió a los asambleístas de su movimiento político que aprueben la autorización. La Asamblea Nacional autorizó el 25 de agosto de 2017 el procesamiento penal del vicepresidente Glas. La decisión se dio por unanimidad, con el voto afirmativo de los 128 asambleístas presentes, de los 137 que integran la Asamblea. El 29 de agosto el fiscal Carlos Baca Mancheno solicitó a la Corte Nacional implicar a Glas por asociación ilícita en el caso Odebrecht y aplicar la medida cautelar de prohibir la salida del país del vicepresidente, pero no prisión preventiva por su condición como segundo mandatario y permitirle libre movilidad dentro del país y mantener su cuerpo de seguridad policial y de las FF. AA. permanente correspondiente a su cargo, lo cual fue aceptado por el Juez Miguel Jurado.
El 15 de septiembre del 2017, el presidente Moreno informó que encontró una cámara oculta en su despacho en el Palacio de Carondelet, instalada por el expresidente Correa durante su administración, siendo esta monitoreada por Correa a través de su celular, reclamando que él no fue informado sobre esto por el expresidente o por el Servicio de Protección Presidencial anterior, anunciando el ministro de defensa, Miguel Carvajal que solicitarán a la fiscalía que se investigue sobre este hecho. El 18 de septiembre, Moreno ordenó que la Presidencia contrate un equipo de seguridad internacional para investigar el hallazgo de la cámara oculta en su despacho, increpando al expresidente Correa durante su informe a la nación semanal.
El 27 de septiembre del 2017, la Fiscalía presentó la declaración del delator de Odebrecht, José Conciencao Dos Santos, en la cual testificó que Jorge Glas recibió 1 millón de dólares de coimas para la campaña electoral del 2014, además que Glas había nombrado a su tío, Ricardo Rivera como intermediario entre él y la empresa para negociar la adjudicación de contratos de los sectores estratégicos, solicitando el 1.3% del costo del contrato como coima, diciendo que la empresa pagó más de 32 millones de dólares para obtener los contratos en los proyectos Poliducto Pascuales-Cuenca, hidroeléctrica Manduriacu, Trasvase Daule-Vinces, remoción de tierras en la Refinería del Pacífico y el Acueducto La Esperanza y que se entregó 10 millones al excontralor Carlos Pólit para ed desvanecimiento de glosas y emitir informes favorables para la empresa. El 28 de septiembre, la Procuraduría General del Estado presentó una acusación a los 18 procesados por asociación ilícita en el caso Odebrecht, incluido el vicepresidente Glas.
El 2 de octubre del 2017, el Fiscal Baca Mancheno solicitó la prisión preventiva, la prohibición de enajenar bienes y el congelamiento de las cuentas bancarias para el vicepresidente Jorge Glas y a su tío Ricardo Rivera, por riesgo de fuga y por encontrarse nuevos elementos de convicción en investigación por asociación ilícita a Glas, y por violación del arresto domiciliario a Rivera, anunciando el fiscal que con los nuevos elementos hay la posibilidad de imputar nuevos cargos como lavado de activos, cohecho o concusión. En la tarde del mismo día, el juez Miguel Jurado aceptó la petición de la fiscalía, ordenando la prisión preventiva del Vicepresidente Glas y de Ricardo Rivera, siendo Glas trasladado en la noche a la Cárcel 4 de Quito.
El 4 de octubre del 2017, Moreno encargó la vicepresidencia a la ministra de Vivienda, María Alejandra Vicuña, para reemplazar a Glas durante su ausencia temporal por cumplir prisión preventiva, encargándole el seguimiento del proceso de Consulta Popular y Referéndum Constitucional convocado por el presidente.
El 27 de octubre de 2017, la Contraloría General del Estado notificó la destitución de Jorge Glas de su cargo como vicepresidente, debido a que concluyó el plazo para presentar descargos sobre su participación en la adjudicación del contrato de explotación petrolera del bloque Singue en la Amazonía. Contraloría estableció irregularidades y violaciones legales en esta contratación. La destitución fue notificada al presidente de la asamblea nacional, para que este tome las medidas pertinentes. El mismo día la Fiscalía inició formalmente las investigaciones contra Glas por el delito de cohecho por las irregularidades en la contratación de obras a la empresa Odebrecht.
El 31 de octubre, en una reunión extraordinaria de la directiva nacional de Alianza PAIS, cercana al expresidente Correa, anunció la destitución de Moreno como presidente del movimiento y nombrando como su reemplazo a Ricardo Patiño, el gobierno, representado por la vicepresidenta encargada María Alejandra Vicuña, rechazó y desconoció la resolución y la tildó de arbitraria y espuria, declarando que las bases de PAIS apoyan la gestión de Moreno y su convocatoria a consulta popular, anunciando que 44 asambleístas de PAIS del total de 74 apoyan a Moreno. Al día siguiente el Tribunal de Garantías Penales declaró nula la decisión de la directiva nacional de PAIS de remover a Moreno de la presidencia del movimiento y ordenó al CNE no inscribir ninguna designación por no seguir el régimen orgánico del movimiento, dado esto ante un pedido de Moreno de medidas cautelares por violación de derechos constitucionales y faltas procesales internas. El 13 de noviembre el CNE acató el dictamen del Tribunal de Garantías Penales, negando la posibilidad de que se designe una nueva directiva, confirmando a Moreno como presidente del movimiento.
Glas el 13 de diciembre del 2017 fue declarado culpable como autor de asociación ilícita, siendo condenado a 6 años de reclusión menor, además el tribunal de justicia declaró que la sentencia de Glas permite concluir la configuración de otros delitos como peculado, concusión, cohecho o enriquecimiento ilícito. El 17 de diciembre el Consejo Administrativo Legislativo de la Asamblea Nacional aprobó el juicio político a Glas solicitado por Roberto Gómez Alcívar, siendo este admitido por la Corte Constitucional el 21 de diciembre.
El 3 de enero del 2018, el presidente Moreno anunció que al haber trascurrido 90 días desde la falta temporal de Glas al haber sido encarcelado habría excedido el límite máximo constitucional para la falta temporal, por lo que estaría en falta definitiva, presentando a la Asamblea Nacional el día siguiente, por medio de la secretaria jurídica de la presidencia, las certificaciones para justificar la ausencia definitiva y entregando la terna para reemplazar a Glas, conformada por la vicepresidenta encarga María Alejandra Vicuña, la canciller María Fernanda Espinosa y la ministra de justicia Rosana Alvarado. El 6 de enero, la Asamblea aprobó la ausencia definitiva de Glas y eligió a Vicuña como vicepresidenta constitucional hasta el final del período en el 2021.
El 18 de febrero del 2018, en una entrevista a un medio privado, el excontralor Carlos Pólit acusó al fiscal general Carlos Baca Mancheno de manipular evidencia y videos del caso 30 de septiembre del 2010 durante su gestión como presidente de la Comisión de Investigación de los hechos de ese día para forjar pruebas que afirmen la tesis del gobierno de Rafael Correa de que se dio una sublevación policial, secuestro del presidente e intento de golpe de Estado, resultando en el encarcelamiento de varios policiás y militares, mostrando como evidencia informes de los gastos reservados de la Secretaría de Inteligencia del 2010, en los cuales se encuentran pagos a Baca Mancheno bajo un seudónimo, lo cual llevó a la fiscal general subrogante, Thania Moreno a iniciar una investigación por peculado hacia el fiscal.
El 26 de febrero del mismo año, el Fiscal Baca Mancheno en una rueda de prensa presentó un supuesto diálogo entre el presidente de la asamblea nacional, José Serrano y del excontralor Carlos Pólit, en la cual se habla de un acuerdo entre ambos para remover del cargo a Baca por no aceptar pactos, acusando a Serrano y Pólit de conspirar contra el forjando documentos incriminatorios, anunciando que realizará una investigación y peritaje del audio. Serrano respondió diciendo que niega que haya un acuerdo entre el y Pólit, no negando ni desconociendo el audio presentado por el fiscal, solicitando que se judicialice el audio y conformar una comisión ocasional para investigar los hechos del 30S. Las situación provocó que varios legisladores, de las bancadas de CREO y de la Revolución Ciudadana, soliciten la renuncia de Serrano a la Presidencia de la Asamblea, no siendo aceptada por las bancadas su propuesta de confirmar una comisión ocasional, solicitando que se llame al fiscal y a Serrano al pleno de la Asamblea para que den su versión de los hechos. El 9 de marzo de 2018 José Serrano fue destituido como presidente de la Asamblea Nacional y se inició el proceso de juicio político al fiscal Carlos Baca Mancheno El 14 de marzo Elizabeth Cabezas fue elegida como presidenta de la Asamblea Nacional. El 26 de abril de 2018, el fiscal Carlos Baca Mancheno fue censurado y destituido por la Asamblea Nacional al encontrarse que fue responsable de incumplimiento de funciones.
El Consejo de Participación Ciudadana Transitorio cesó en su cargo a todas las autoridades del estado designadas durante el gobierno de Correa, incluyendo a los miembros del Consejo Nacional Electoral, Corte Constitucional, defensor del pueblo, Consejo de la Judicatura y todos los superintendentes.

## Posición de Partidos Políticos
| Partido/Movimiento | Partido/Movimiento          | Primer Periodo | Primer Periodo | Primer Periodo | Primer Periodo | Primer Periodo |
| Partido/Movimiento | Partido/Movimiento          | 2017           | 2018           | 2019           | 2020           | 2021           |
| ------------------ | --------------------------- | -------------- | -------------- | -------------- | -------------- | -------------- |
|                    | Alianza País                | En Disputa     | Oficialista    | Oficialista    | Oficialista    | Oposición      |
|                    | Centro Democrático Nacional | Aliado         | Aliado         | Aliado         | Oposición      | Oposición      |
|                    | Unidad Popular              | Oposición      | Oposición      | Oposición      | Oposición      | Oposición      |
|                    | Partido Sociedad Patriótica | Oposición      | Oposición      | Oposición      | Oposición      | Oposición      |
|                    | Fuerza Compromiso Social    | Aliado         | Aliado         | Oposición      | Oposición      | Oposición      |
|                    | Partido Social Cristiano    | Oposición      | Oposición      | Oposición      | Oposición      | Oposición      |
|                    | Avanza                      | Oposición      | Oposición      | Oposición      | Oposición      | Oposición      |
|                    | Fuerza Ecuador              | Oposición      | Oposición      | Oposición      | Oposición      | Oposición      |
|                    | Izquierda Democrática       | Oposición      | Oposición      | Oposición      | Oposición      | Oposición      |
|                    | Partido Socialista          | Aliado         | Aliado         | Aliado         | Oposición      | Oposición      |
|                    | Pachakutik                  | Aliado         | Aliado         | Oposición      | Oposición      | Oposición      |
|                    | Unión Ecuatoriana           | Aliado         | Aliado         | Aliado         | Aliado         | Aliado         |
|                    | Movimiento CREO             | Aliado         | Aliado         | Aliado         | Oposición      | Oposición      |
|                    | Movimiento SUMA             | Aliado         | Aliado         | Aliado         | Oposición      | Oposición      |
|                    | Ruptura 25/Construye        | Aliado         | Aliado         | Aliado         | Aliado         | Aliado         |
|                    | Movimiento Concertación     |                |                |                |                |                |

## Sondeos de aprobación
| Encuesta | Fecha             | Muestra | Error (± %) | Aprueba | Desaprueba |
| -------- | ----------------- | ------- | ----------- | ------- | ---------- |
| Encuesta | Fecha             | Muestra | Error (± %) |         |            |
| Cedatos  | 5 de mayo de 2021 | 2.100   | -           | 8.5%    | 82.1%      |
| Cedatos  | 4-15 Ago 2017     | 2,120   | 3.4         | 77%     | 17%        |